# Ventavon
Ventavon är en kommun i departementet Hautes-Alpes i regionen Provence-Alpes-Côte d'Azur i sydöstra Frankrike. Kommunen ligger  i kantonen Laragne-Montéglin som ligger i arrondissementet Gap. År 2022 hade Ventavon 560 invånare.

## Befolkningsutveckling
Antalet invånare i kommunen Ventavon
Referens:INSEE